# Beinkamm

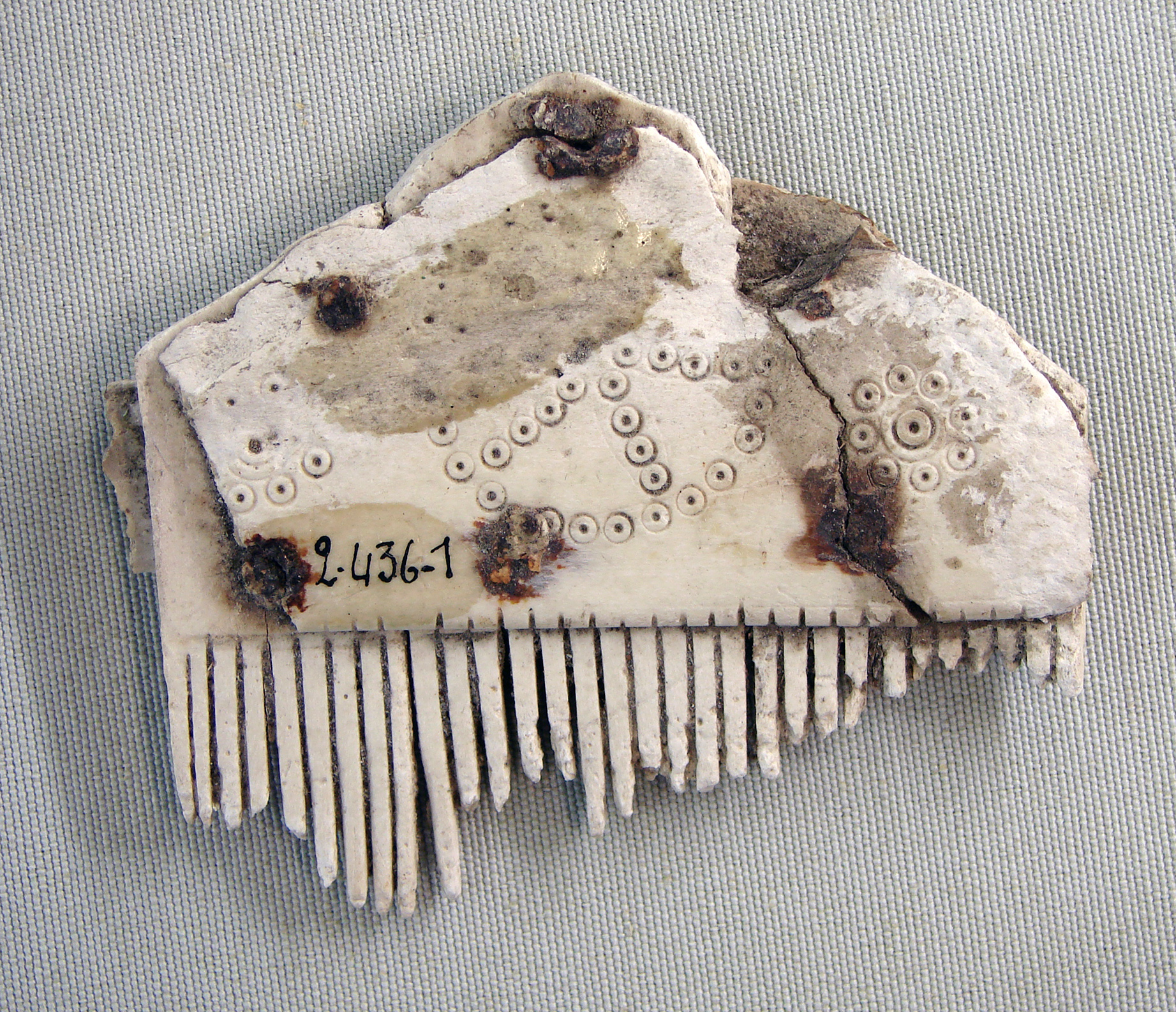
Spätrömischer Kamm mit dreieckiger Griffplatte, Monceau-le-Neuf

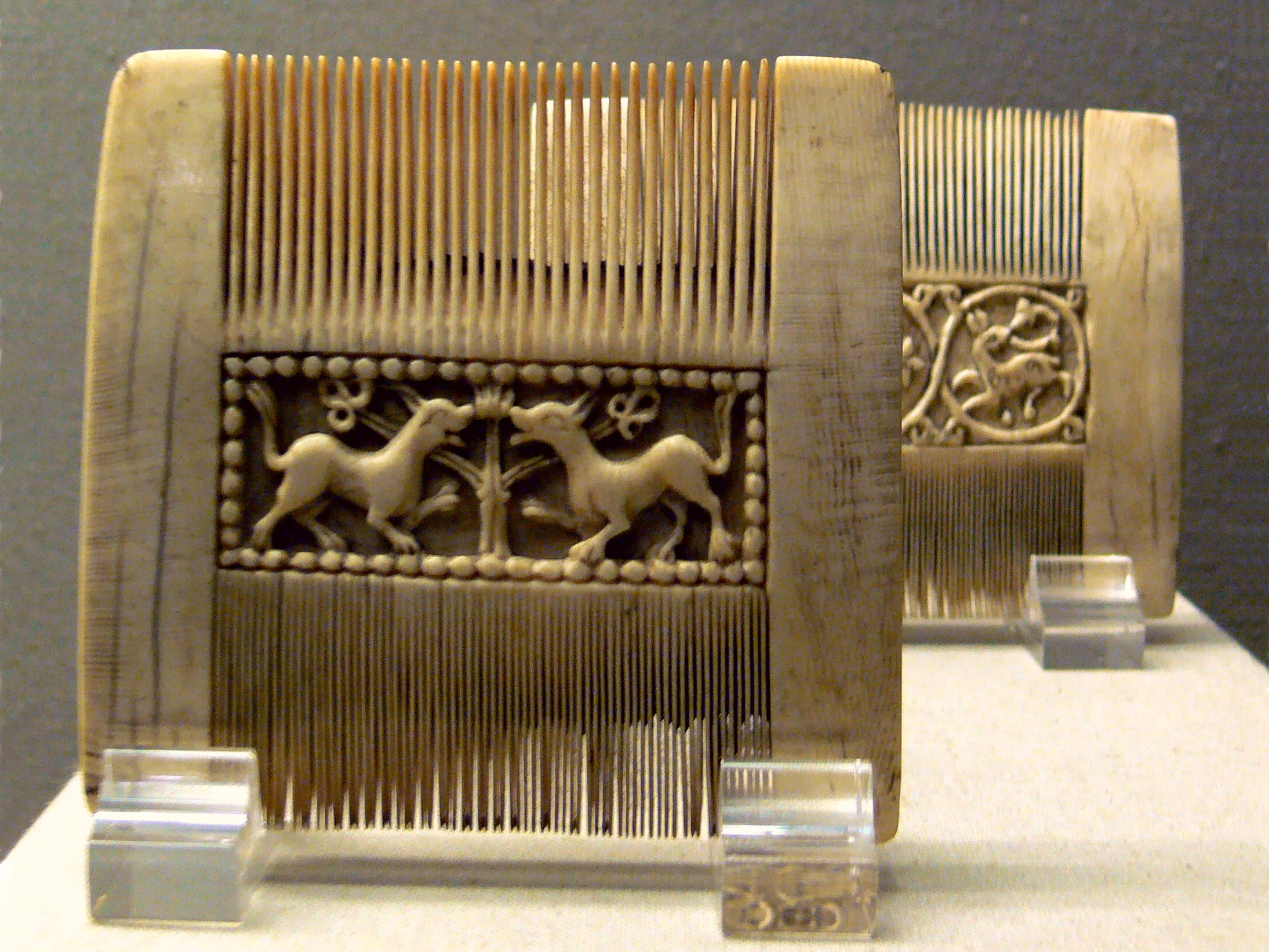
Liturgische Elfenbeinkämme, Diözesanmuseum Bamberg

Als Beinkamm wird ein Kamm bezeichnet, der aus Knochen, Elfenbein oder Geweih besteht.
Die meisten Kämme aus archäologischen Fundzusammenhängen sind Beinkämme. Der zusammenfassende Begriff wird vor allem dann sinnvoll benutzt, wenn eine genaue Materialbestimmung nicht möglich ist oder noch nicht vorliegt. Kämme aus Metall sind wesentlich seltener. Auch Holzkämme sind gelegentlich überliefert, Holz zersetzt sich jedoch leichter als die Materialien der Beinkämme.
Besonders zahlreich finden sie sich in Gräbern der römischen Kaiserzeit und der Merowingerzeit, die Formen ermöglichen dabei weiter gehende Aussagen. So sind spätantike Kämme mit dreieckiger oder halbrunder Griffplatte von germanischen Formen abgeleitet. Die Dreilagenkämme der Kaiserzeit und der Merowingerzeit gehören zu den chronologisch empfindlichen Formen, die zur Datierung einer Bestattung beitragen können.